# Michail Krywanossau
Michail Pjatrowitsch Krywanossau (belarussisch Міхаіл Пятровіч Крываносаў, russisch Михаил Петрович Кривоносов Michail Petrowitsch Kriwonossow, engl. Transkription Mikhail Krivonosov,; * 1. Mai 1929 in Krytschau, BSSR; † 11. November 1995 ebendort) war ein sowjetisch-belarussischer Hammerwerfer, der in den 1950er Jahren erfolgreich war. Er wurde 1954 Europameister und gewann bei den Olympischen Sommerspielen 1956 die Silbermedaille. Zudem verbesserte er mehrere Male den Weltrekord im Hammerwurf.

## Sportliche Laufbahn
Michail Krywanossau gilt als der erste große Hammerwerfer der Sowjetunion. Bis zum Zweiten Weltkrieg wurde dieser Bewerb vor allem von Athleten aus den Vereinigten Staaten bestimmt, ehe eine jahrzehntelange Dominanz von Sportlern aus der Sowjetunion startete. Mit dem Sieg bei den sowjetischen Meisterschaften im Jahr 1952 qualifizierte er sich erstmals für die Teilnahme an den Olympischen Spielen in Helsinki, bei denen er auf Anhieb bis in das Finale gelangte, in dem ihm aber kein gültiger Versuch gelang. Zwei Jahre später siegte er bei den Europameisterschaften in Bern und stellte dort mit einer Weite von 63,34 m einen neuen Weltrekord auf und verbesserte damit die alte Bestmarke des Norwegers Sverre Strandli um einen knappen Meter. Dieser Rekord hatte aber nur wenige Monate Bestand, ehe er am 12. Dezember 1954 von seinem Landsmann Stanislaw Nenaschew als Rekordhalter abgelöst wurde. Krywanossau konnte im Jahr darauf aber kontern und siegte bei den Weltfestspielen der Jugend und Studenten in Warschau mit einem Wurf auf 64,33 m und holte sich damit den Weltrekord wieder zurück. Später in diesem Jahr verbesserte er die Bestmarke in Belgrad auf 64,52 m und im Jahr 1956 in Naltschik auf 65,85 m, in Minsk auf 66,38 m und anschließend stellte er in Taschkent mit 67,32 m seinen letzten Weltrekord auf, der für etwa ein Monat Bestand hatte, als er vom US-Amerikaner Hal Connolly abgelöst wurde. Er und der amerikanische Athlet waren auch die Topfavoriten für die Olympischen Spiele im November in Melbourne, bei denen der Belarusse mit 63,03 m im Finale das Nachsehen hatte und damit die Silbermedaille hinter Connolly gewann. 1958 nahm er noch ein weiteres Mal an den Europameisterschaften in Stockholm teil und gewann auch dort mit 63,78 m die Silbermedaille, diesmal hinter dem Polen Tadeusz Rut. Anschließend beendete er seine aktive Karriere als Profisportler.
In den Jahren zwischen 1952 sowie von 1954 bis 1958 wurde Krywanossau sowjetischer Meister im Hammerwurf.

## Karriere
Nach Beendigung seiner aktiven Karriere war Krywanossau als Trainer für den sowjetischen Verband tätig und war 1968 und 1972 Nationaltrainer für die jeweiligen Olympischen Spiele. Nebenbei war er Dozent an der Belarussischen Staatsuniversität für Körperkultur in Minsk und war von 1976 bis zu seinem Tod im Jahr 1995 Vize-Rektor der Universität.

## Persönliches
Krywanossau hatte eine ältere Schwester und war neben der Leichtathletik ein begeisterter Schwimmer und Skilangläufer. Er absolvierte 1953 ein Studium der Pädagogik an der Belarussischen Staatsuniversität für Körperkultur und erhielt 1971 einen Doktortitel. Er verstarb am 11. November 1995 im Alter von 65 Jahren in seinem Heimatort Krytschau.

## Auszeichnungen
- Leninorden: 1957